# كاتي فينسترا ماترا
كاتي فينسترا ماترا (بالإنجليزية: Katie Feenstra-Mattera)‏ مواليد 17 نوفمبر 1982 في غراند رابيدز، هي لاعبة كرة سلة أمريكية معتزلة أصبحت مدربة بدأت مسيرتها الاحترافية في سنة 2005. تم اختيارها من قبل فريق كونيتيكت صن خلال الدرافت. يبلغ طولها 6 قدم 7.5 بوصة (2.0 م). اعتزلت اللعب في 2009.

## المسيرة الاحترافية
لعبت مع سان أنطونيو ستارز في موسم 2005–2006، ثم لعبت مع ديترويت شوك في سنة 2007، ثم لعبت مع أتلانتا دريم في سنة 2008، ثم لعبت مع سان أنطونيو ستارز في سنة 2009، ثم لعبت مع شيكاغو سكاي في سنة 2009.

## روابط خارجية
- كاتي فينسترا ماترا على موقع الاتحاد الوطني لكرة السلة النسائية (الإنجليزية)
- كاتي فينسترا ماترا على موقع كرة السلة الأوروبية.كوم (الإنجليزية)
- كاتي فينسترا ماترا على موقع كلية كرة السلة في سبورتس رفرنس.كوم (الإنجليزية)
- كاتي فينسترا ماترا على موقع بروبوليرز (الإنجليزية)
- كاتي فينسترا ماترا على موقع سبورتس رفرنس (الإنجليزية)